# Factor 5
La Factor 5 è un'azienda produttrice di videogiochi e programmi informatici. La società venne fondata nel 1987 da 5 persone a Colonia in Germania: il numero dei fondatori ha ispirato il nome della società. Nel 1996 la società ha aperto una sede a San Rafael in California. Julian Eggebrecht, uno dei cinque fondatori, è stato il presidente. L'azienda è stata attiva fino ai tardi anni 2000, successivamente il marchio è stato riutilizzato solo per riproporre giochi classici.

## Storia

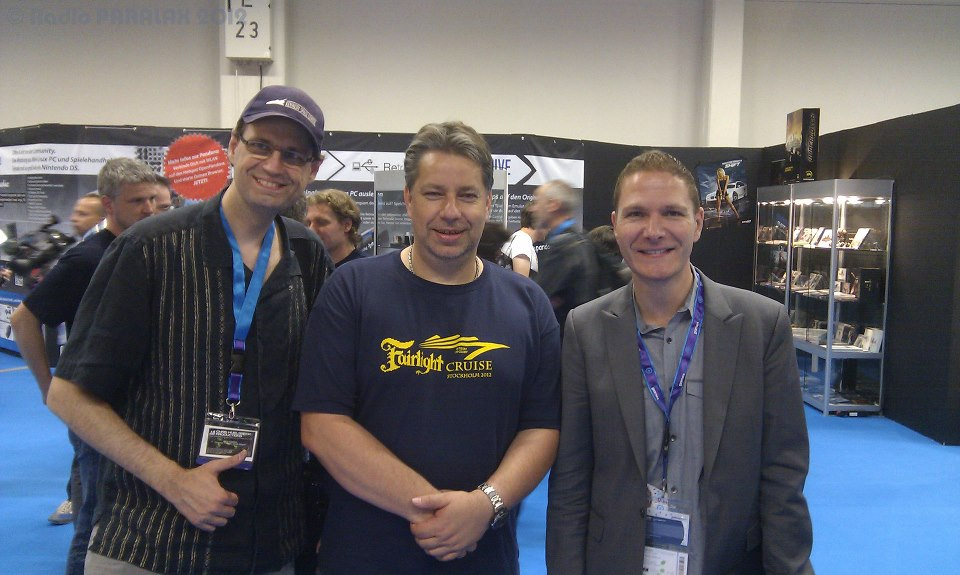
Da sinistra a destra, Chris Huelsbeck, Willi Bäcker e Julian Eggebrecht al Gamescom 2012

L'azienda deriva da The Light Circle, un gruppo di demo e cracking fondato da tre giovani amici di Colonia: Achim Moller, Willi Baecker e Lutz Osterkorn. Per lasciarsi alle spalle il loro passato da cracker, il gruppo cambiò nome in Factor 3, e quando si allargò reclutando altre persone divenne Factor 5. Dopo aver visto alla fiera CeBIT del 1988 la console PC Engine e la sua ottima conversione dell'arcade R-Type, i tre decisero di realizzare uno sparatutto di qualità simile su Amiga. Era il loro primo gioco, e lo completarono dopo diversi mesi, con il titolo Neutralizer.
Quando incontrarono la Rainbow Arts per proporle il proprio gioco per la pubblicazione, l'azienda lo accettò, rinominandolo e facendone la versione Amiga di Katakis, gioco che la Rainbow Arts aveva già sviluppato per Commodore 64, anch'essa ispirandosi fortemente a R-Type. I contenuti di Neutralizer comunque rimasero quasi inalterati.
La buona riuscita di Katakis fece ottenere alla Factor 5 l'incarico per realizzare anche la conversione ufficiale per Amiga del vero R-Type. Tuttavia la vera svolta per l'azienda, secondo quanto essa stessa dichiara, venne con lo sviluppo della versione Amiga di Turrican (1990), di nuovo per la Rainbow Arts, che diede inizio a una longeva serie.
Nel 1994, con lo sviluppo di Indiana Jones' Greatest Adventures per SNES, iniziò un'importante collaborazione di durata decennale con la LucasArts. Dopo Star Wars: Rebel Assault II (1996) per PlayStation, per avvicinarsi all'editore, fu fondata una filiale statunitense nella Contea di Marin e buona parte dello studio tedesco si trasferì là. Per la LucasArts furono sviluppati altri titoli di Indiana Jones e di Guerre Stellari.
I fondatori della società sono stati per oltre un decennio importanti collaboratori della Nintendo per l'hardware e i sistemi operativi, sviluppando per questa alcuni tool per lo sviluppo di videogiochi. Durante la collaborazione con Nintendo la Factor 5 ha sviluppato alcuni giochi visivamente molto avanzati per Nintendo 64 e Nintendo GameCube. Tra i tool sviluppati per Nintendo si notano MusyX, un programma di surround sviluppato in collaborazione con i Dolby Laboratories, e una soluzione per la riproduzione video DivX su GameCube.
Nel 2005 iniziò una collaborazione esclusiva di tre anni con la Sony Computer Entertainment, con la quale partecipò allo sviluppo della tecnologia della PlayStation 3 e realizzò il videogioco Lair per la console.
Nel marzo 2009, a causa del fallimento dell'editore di videogiochi Brash Entertainment, Factor 5 ha chiuso i suoi uffici statunitensi, tuttavia gli studi tedeschi sono rimasti attivi.
Nel 2011 Eggebrecht apre una nuova compagnia sviluppatrice, la TouchFactor, radunando diversi ex sviluppatori della Factor 5. Nel 2014 esce il primo videogioco TouchFactor, TouchFish, una specie di acquario virtuale, sviluppato per dispositivi iOS.

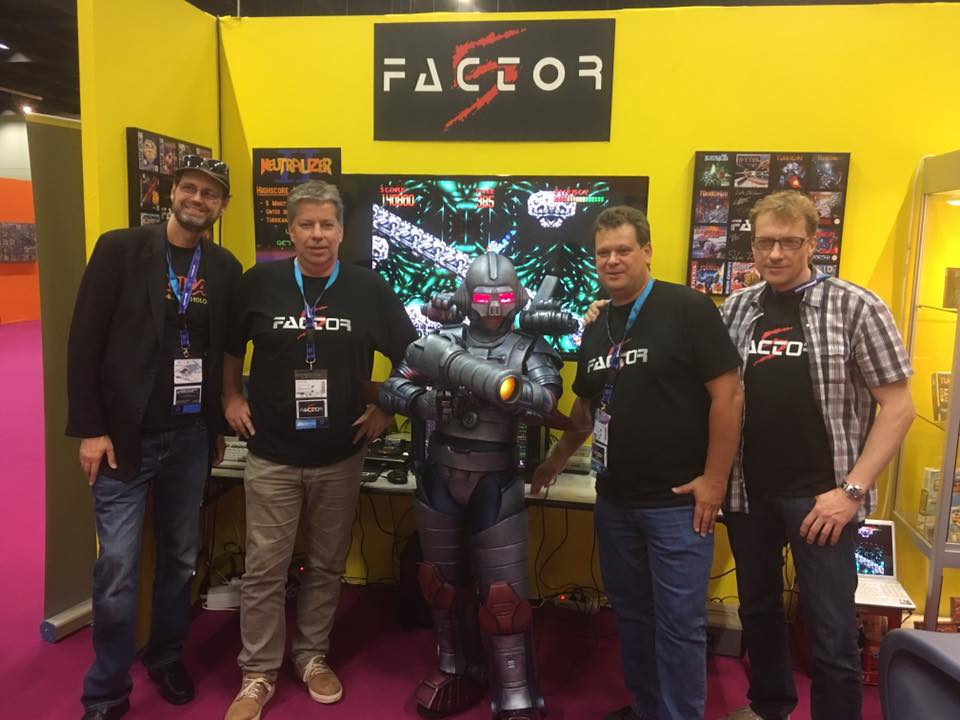
Chris Huelsbeck, Willi Bäcker, Andreas Escher, Achim Moeller e un cosplayer di Turrican in mezzo, al Gamescom 2016

Nel 2016, durante il Gamescom di Colonia, era presente lo stand di Factor 5 dove presentavano videogiochi passati e nuovi progetti, dimostrando che il marchio è ancora attivo.
Il 15 marzo 2017, in un'intervista sul sito nintendoeverything.com, è apparsa la notizia ufficiale che Factor 5 ha ottenuto i diritti del marchio Turrican e che avrebbe sviluppato un seguito alla serie su piattaforma Nintendo Switch e probabilmente Wii U.
Ciò non è mai avvenuto, ma negli anni 2020 la Factor 5, che non produceva più nuovi titoli ufficiali dal 2007, ha ripreso a realizzare riedizioni e raccolte dei classici di Turrican per il retrogaming.

## Videogiochi

### Wii
- Star Wars: Rogue Squadron Wii (2008) (annullato)

### PlayStation 3
- Lair (2007)

### Game Boy Advance
- Ratatouille (2007)

### GameCube
- Star Wars: Rogue Squadron II: Rogue Leader (2001)
- Star Wars: Rogue Squadron III: Rebel Strike (2003)
- Thornado (2009, annullato)

### Nintendo 64
- Star Wars: Rogue Squadron (1999)
- Star Wars: Battle for Naboo (2000)
- Indiana Jones e la macchina infernale (2000)

### PlayStation
- Ballblazer Champions (1997)

### Super Nintendo
- Super Turrican (1993)
- Indiana Jones' Greatest Adventures (1994)
- Super Turrican 2 (1995)

### Sega Mega Drive
- Mega Turrican (1993)
- International Superstar Soccer Deluxe (1996)

### Game Boy
- Contra: The Alien Wars (1994)
- Animaniacs (1995)

### Amiga
- Katakis (1988)
- Denaris (1989)
- R-Type (1989)
- Turrican (1990)
- Turrican II: The Final Fight (1991)
- B.C. Kid (1992)
- Turrican 3 (1993)
- Tony & Friends in Kellogg's Land (1994)

## Tecnologia
- MusyX: Dolby Sound Tools - Sviluppato per Nintendo 64, Nintendo GameCube, Game Boy Color, Game Boy Advance
- DivX For Games SDK - Sviluppato per Nintendo GameCube